# Dicranella densa
Dicranella densa là một loài rêu trong họ Dicranaceae. Loài này được Hook. Mitt. mô tả khoa học đầu tiên năm 1869.